# Torpedo Mark 48
Mark 48 i njegova poboljšana varijanta Advanced Capability (ADCAP) američka su teška torpeda koja se lansiraju s podmornice. Namijenjeni su za potapanje podmornica s nuklearnim pogonom za duboko ronjenje i površinskih brodova visokih performansi.

## Povijest
Mark 48 je inicijalno razvijen kao REsearch TORpedo Concept II (RETORC II), jedno od nekoliko oružja preporučenih za implementaciju Projektom Nobska, ljetnom studijom o podmorničkom ratovanju iz 1956. godine. Torpedo Mk-48 dizajniran je krajem 1960-ih kako bi držao korak s napretkom sovjetske podmorničke tehnologije. U funkciji od 1972., zamijenio je torpeda Mk-37, Mk-14 i Mk-16 kao glavno oružje podmornica američke mornarice. Ulaskom u službu nove sovjetske podmornice klase Alfa 1977. godine, donesena je odluka da se ubrza program ADCAP, koji bi donio značajne modifikacije torpeda. Obavljeni su testovi kako bi se osiguralo da oružje može ići u korak s razvojem, a oružje je modificirano poboljšanom akustikom i elektronikom. Nova inačica oružja, također poznata kao Mk-48 Mod 4, opsežno je testirana i proizvodnja je započela 1985., s ulaskom u službu 1988. Od tada su torpedu dodane razne nadogradnje. 2012 Mk-48 Mod 6 bio je u službi; inačica Mod 7 testirana je 2008. u pomorskim vježbama Rim of Pacific. Inventar američke mornarice 2001. godine iznosio je 1046 torpeda Mk-48. U 2017. Lockheedova proizvodnja iznosila je približno 50 godišnje.

## Raspoređivanje
Torpedo Mk-48 dizajniran je za lansiranje iz podmorničkih torpednih cijevi. Oružje nose sve podmornice američke mornarice, uključujući podmornice s balističkim projektilima klase Ohio i napadne podmornice klase Seawolf,  Los Angeles i  Virginia. Također se koristi na kanadskim, australskim i nizozemskim podmornicama. Kraljevska mornarica odlučila je ne kupiti Mark 48, već je radije koristila Spearfish.
Torpeda Mk-48 i Mk-48 ADCAP mogu se voditi iz podmornice žicama spojenim na torpedo. Oni također mogu koristiti vlastite aktivne ili pasivne senzore za izvršavanje programiranih postupaka traženja cilja, akvizicije i napada. Torpedo je dizajnirano da detonira ispod kobilice površinskog broda, lomeći kobilicu i uništavajući njen strukturni integritet. U slučaju promašaja, može se vratiti za drugi pokušaj.

## Pogon
Klipni motor s zakretnom pločom koristi Otto gorivo II. Potisak stvara propulzorski sklop.

## Senzori i poboljšanja
Tragač torpeda ima aktivni elektronički upravljani "pinger" (2D fazni sonar) koji pomaže u izbjegavanju potrebe za manevriranjem dok se približava meti. Nepotvrđena izvješća pokazuju da senzori torpeda mogu nadzirati okolna električna i magnetska polja. To se može odnositi na elektromagnetske zavojnice na bojnoj glavi (barem od 1977. do 1981.), korištene za otkrivanje metalne mase trupa broda i detonaciju na odgovarajućoj udaljenosti.
Torpedo je bio predmet stalnog poboljšanja tijekom svog životnog vijeka. U 1990-ima, Mod 6 varijanta ADCAP-a omogućila je znatno poboljšanu izolaciju buke za motor, što čini ovaj torpedo težim za otkrivanje potencijalne mete.
Torpedo Mk48 Mod 7 Common Broadband Advanced Sonar System (CBASS) optimiziran je za duboke i priobalne vode i ima napredne mogućnosti protuprotumjera. Torpedo MK48 ADCAP Mod 7 (CBASS) rezultat je zajedničkog razvojnog programa s Kraljevskom australskom mornaricom i dostigao je početnu operativnu sposobnost 2006. Modularna varijanta Mod 7 povećava propusnost sonara, omogućujući mu odašiljanje i primanje pingova preko šireg frekvencijskog pojasa, iskorištavajući prednosti širokopojasnih tehnika obrade signala za značajno poboljšanje pretraživanja, akvizicije i učinkovitosti napada. Ova verzija je puno otpornija na neprijateljske protumjere.
25. srpnja 2008. torpedo MK 48 Mod 7 CBASS ispalila je australska podmornica klase Collins, HMAS Waller i uspješno je potopila probnu metu tijekom vježbi Rim of the Pacific 2008 (RIMPAC).
Počevši od 2003. godine, američka mornarica započela je program poboljšanja koji ima za cilj unaprijediti sposobnost postojećeg dizajna Mk 48 implementacijom alternativnih izvora goriva, uključujući električne gorive ćelije i sposobnost "isplivavanja". Program je u tijeku, a mnogi su detalji još povjerljivi.

## Operateri
- Karta s operatorima Mark 48 u plavoj boji